# Tunnel du Lötschberg
Pour les articles homonymes, voir Lötschberg (homonymie).
Ne doit pas être confondu avec Tunnel de base du Lötschberg.
Le tunnel du Lötschberg est un tunnel ferroviaire qui relie Kandersteg (Kandertal, canton de Berne) au nord à Goppenstein (Lötschental, canton du Valais) au sud. Il est situé sur la ligne de faîte entre Frutigen et Brigue. Long de 14 612 m, il permet le transport de voyageurs, d'automobiles et de marchandises. La mise en service officielle a eu lieu le 15 juillet 1913. Le tunnel est encadré au nord par la gare de Kandersteg et au sud par la gare de Goppenstein.

## Histoire
Afin de réaliser cette traversée sous les Alpes, plusieurs projets sont étudiés par l'ancien conseiller d'État bernois Wilhelm Teuscher (1834-1903). Certaines variantes suggèrent la construction d'un tunnel de faîte au sommet d'une longueur de sept kilomètres, ainsi que celle de deux tunnels de plateau. Pour finir, la version d'un tunnel droit situé au-dessous du Balmhorn et long de 13 725 mètres est adoptée. Il comporte une voie unique, avec un croisement de 500 mètres situé à mi-distance des issues.
Le 14 juillet 1905, une première étude de triangulation est réalisée. À la suite du décès du premier géomètre, c’est le Professeur Baeschlin qui poursuit cette tâche jusqu'au 1er octobre de la même année.
Le marché de construction du tunnel est attribué au consortium de construction « Entreprise générale du Lötschberg ».

## Travaux

Profil du tunnel (1910).

Le 15 octobre 1906, les premiers travaux commencent par l'enlèvement des premiers gravats à l'endroit du futur portail nord, dans le Kandertal. Le 1er novembre de la même année, le percement du tunnel est engagé à Goppenstein du côté sud et, un jour plus tard, il l'est également du côté nord près de Kandersteg. La galerie principale a une hauteur de 2,2 m et une largeur de 3,5 m. Les travaux sont effectués uniquement à la main, ce qui engendre des retards, retards qui concernent aussi la construction des deux trains de chantier (Frutigen-Kandersteg et Naters-Goppenstein) chargés d’amener le matériel aux deux portails.
Cette même année 1906, a lieu la mise en service du tunnel du Simplon, la suite de la ligne du Lötschberg vers Iselle (Italie).
Le 7 mars 1907, le forage mécanique du côté nord commence alors que, du côté sud, il faut attendre le 9 avril 1908, soit plus d’une année après.
En août 1907, la Confédération demande à BLS de réaliser un tunnel de faîte du Lötschberg à double voie ainsi qu’une étude pour ses rampes d’accès. Une subvention est approuvée pour celui-ci et son diamètre passe alors à 8,8 mètres.
Au début de 1908, environ 1 700 ouvriers, pour la plupart italiens, et 220 ingénieurs et contremaîtres, principalement suisses et français, travaillent à la construction du tunnel. Beaucoup d’ouvriers ont travaillé au chantier du Simplon.
L'intégralité des matériaux de construction est livrée dans des conditions parfois aventureuses grâce à deux chemins de fer de chantier à voie étroite, réalisés sur les rampes nord et sud. Du côté sud, le tracé de ce chemin de fer de chantier correspond en partie à celui de l’actuel chemin de randonnée BLS de la rampe sud.

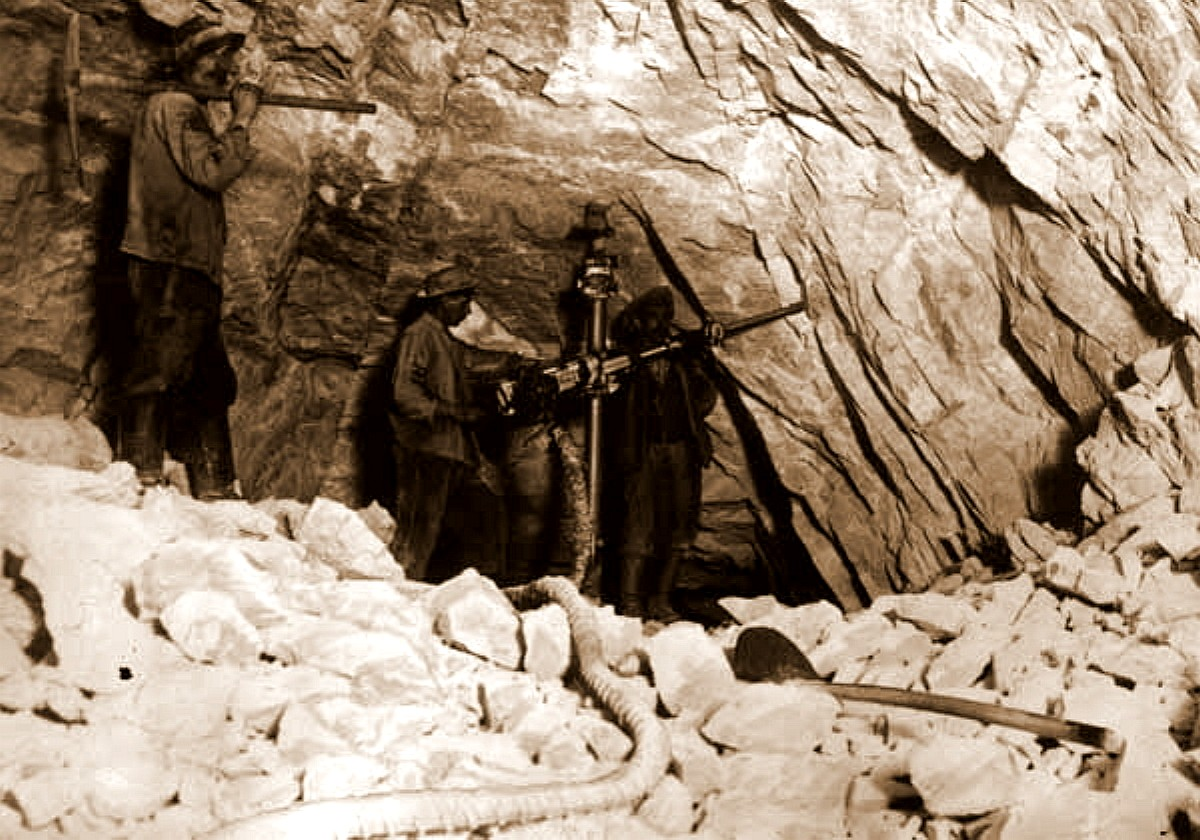
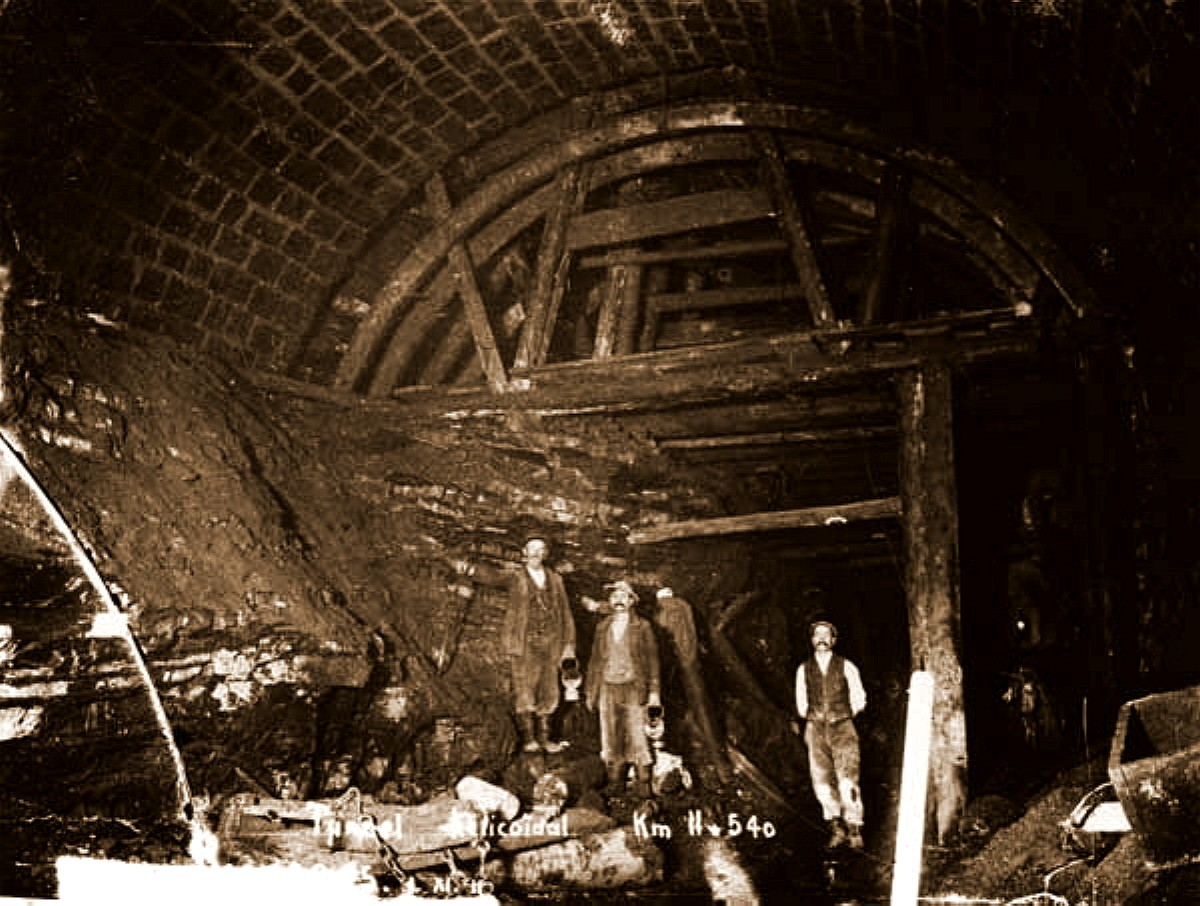
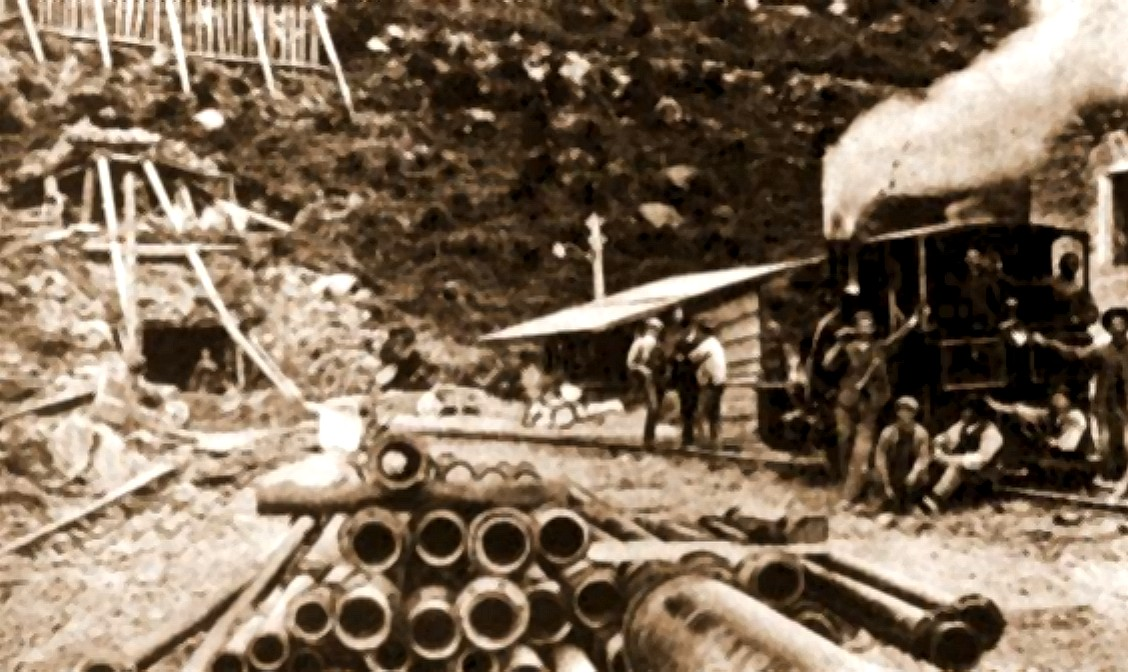
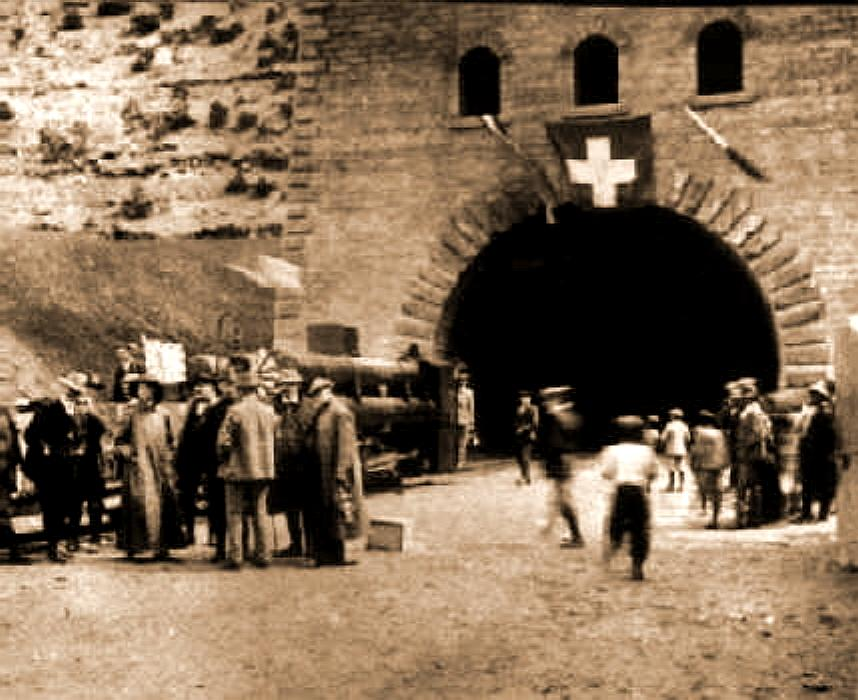

### Accidents dans l'année 1908

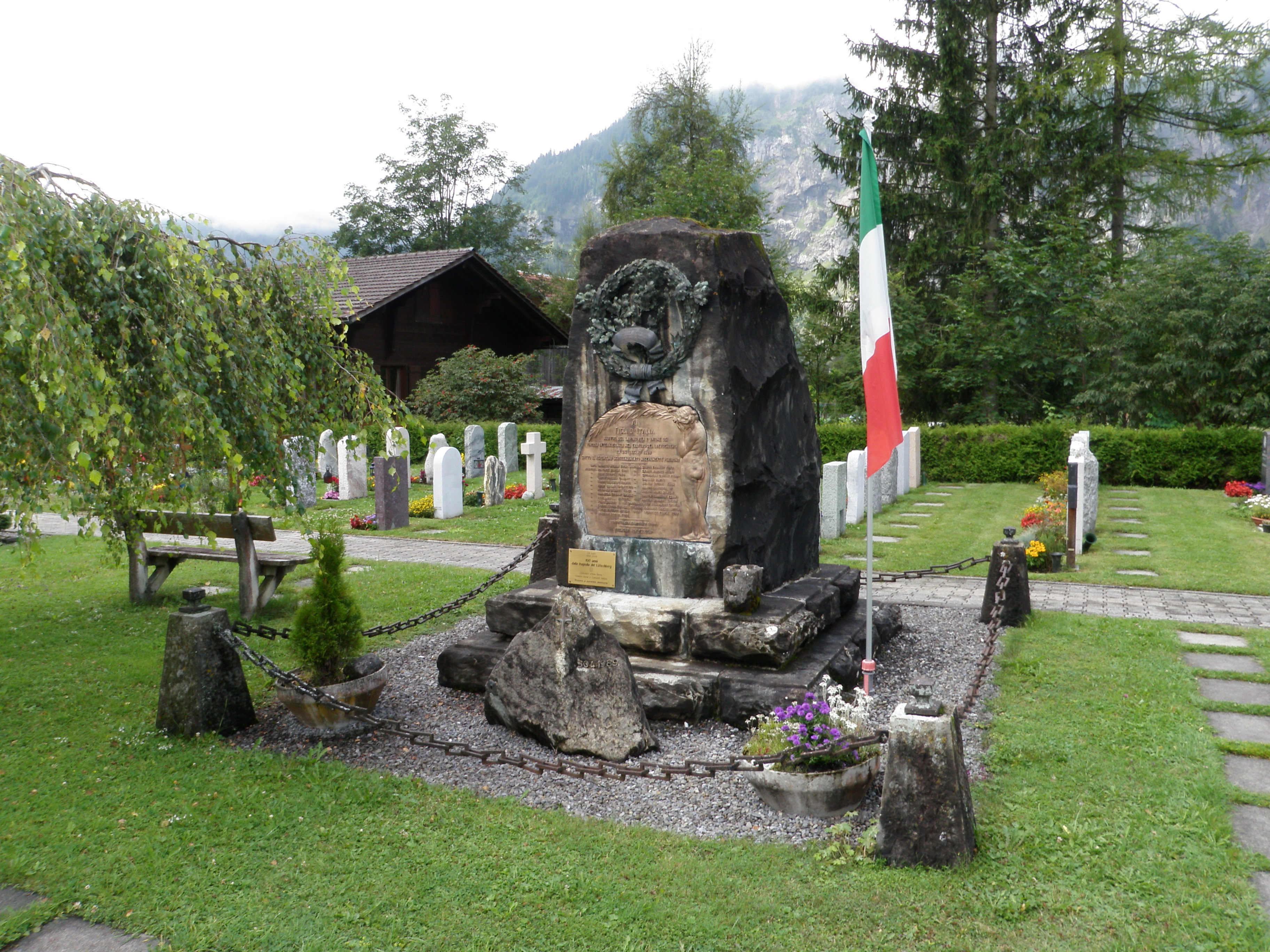
Monument aux morts dans le cimetière de Kandersteg.

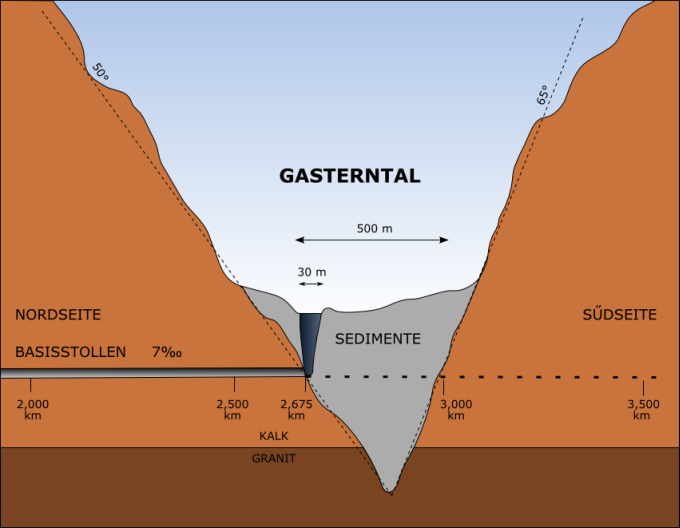

Après des jours neigeux, le 29 février 1908, une avalanche emporte le logement des ouvriers causant la mort de vingt-cinq de ceux-ci.
Le 24 juillet de la même année, à 2 h 30, lors de la percée située au km 2,675 directement sous la vallée de la Gastern, environ 7 000 m3 d’eau et de sédiments s’engouffrent brutalement dans la galerie, piégeant et causant la mort de vingt-six mineurs italiens. Seul le corps du mineur Vincenzo Aveni est retrouvé et il est alors enterré au nom de tous ses camarades dans le cimetière de Kandersteg. À la suite de cet effondrement, une réduction de terrain de trois mètres de profondeur se forme dans le fond de la vallée de Gastern. Après cet accident, les travaux sont interrompus. Le 4 août, l'Entreprise générale du Lötschberg décide de murer définitivement cette galerie en y laissant les corps des victimes. En décembre, le Conseil fédéral approuve la construction d'un nouveau tunnel de déviation. Les trois courbes qui sont alors ajoutées à ce nouveau tracé ont pour effet de porter la longueur définitive du tunnel à 14,6 km contre les 13,7 km initialement prévus. Les travaux d'excavation reprennent le 15 février 1909.

## Mise en service

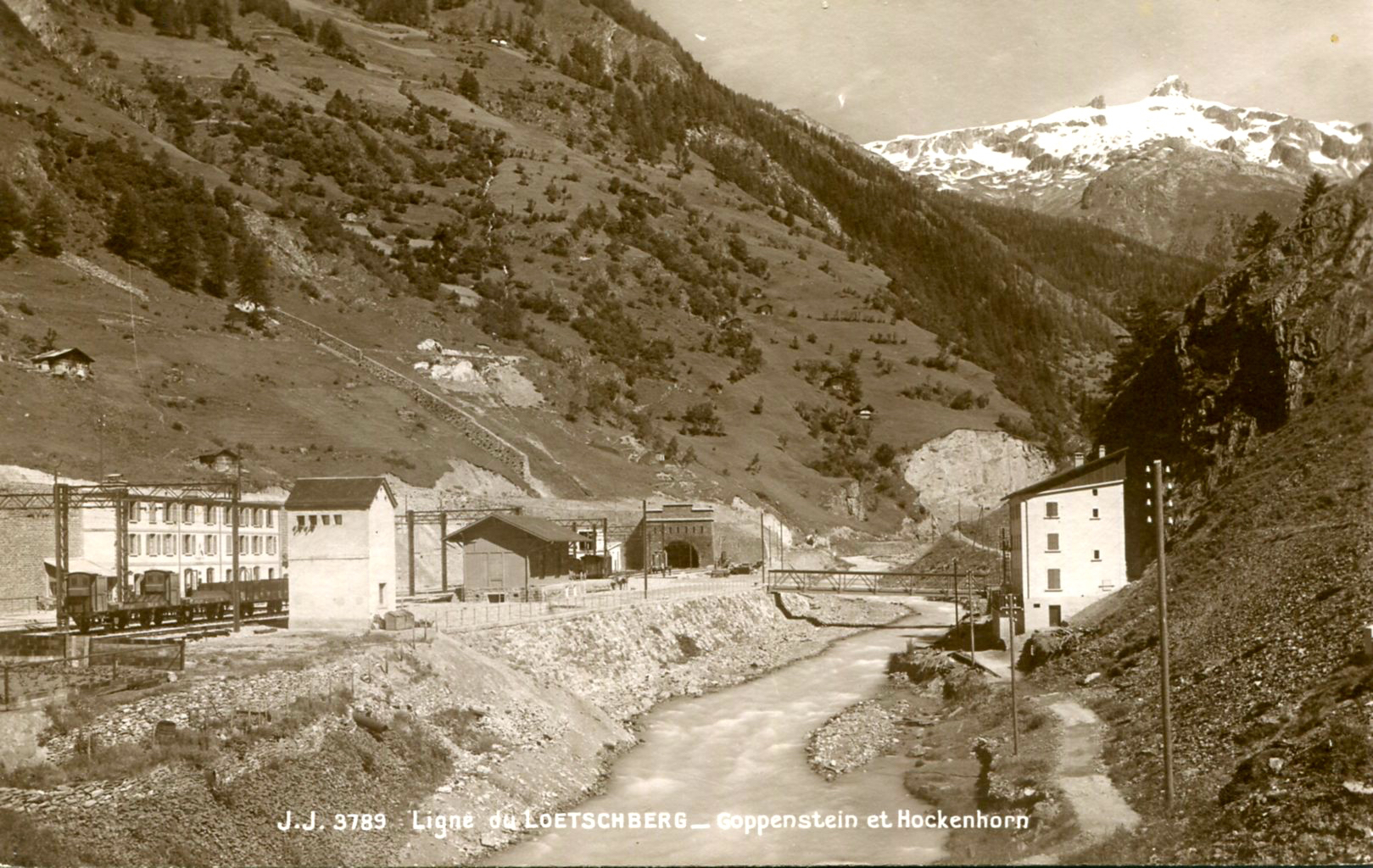
Le portail sud du tunnel du Lötschberg à Goppenstein.

Le 31 mars 1911, les deux ingénieurs sont en mesure de « se serrer la main » du côté sud. Du côté nord, l'explosion des derniers bâtons de dynamite a lieu à 3 h 55. L'effondrement de cette dernière cloison se situe à 7 367,29 mètres du portail nord et à 7 237,80 mètres du portail sud. Au moment de la jonction, les écarts observés entre les deux portions creusées sont de seulement 0,257 m horizontalement et de 0,102 m verticalement.
Les derniers travaux d'excavation du tunnel sont enregistrés au 31 mars 1912, soit une année plus tard.
La pose de la première voie se fait entre le 20 juillet et 28 septembre 1912. La seconde voie est posée en même temps que la caténaire. La première locomotive électrique franchit le tunnel le 3 juin 1913. Trois jours plus tard, la licence d'exploitation est accordée à BLS. Un mois après, le 15 juillet, la circulation au public est ouverte.
Les ouvriers et des machines sont ensuite utilisés pour le percement du tunnel Moutier-Granges appartenant également à BLS, mais également pour celui du tunnel du Mont-d'Or, situé dans le Jura à la frontière franco-suisse.

## Rénovation
La compagnie investi près de 180 millions de francs suisses pour la renouvellement des voies du tunnel de faîte du Lötschberg, afin de pérenniser cette liaison entre le Canton du Valais et le Canton de Berne. Les travaux débutent en août 2018 et se poursuivent jusqu'à la fin 2024 et cela sans interruption du trafic ferroviaire, en particulier celui des trains navettes de voitures. La voie est âgée de plus de 40 ans et sur les 14.6 km, la compagnie va faire remplacer  les voies, les traverses en bois et le ballast par des voies sur béton. En 2023, la poursuite des travaux se fait dans la partie sud du tunnel où le remplacement de la voie sur ballast sera également posée sur béton moderne. 

## Galerie

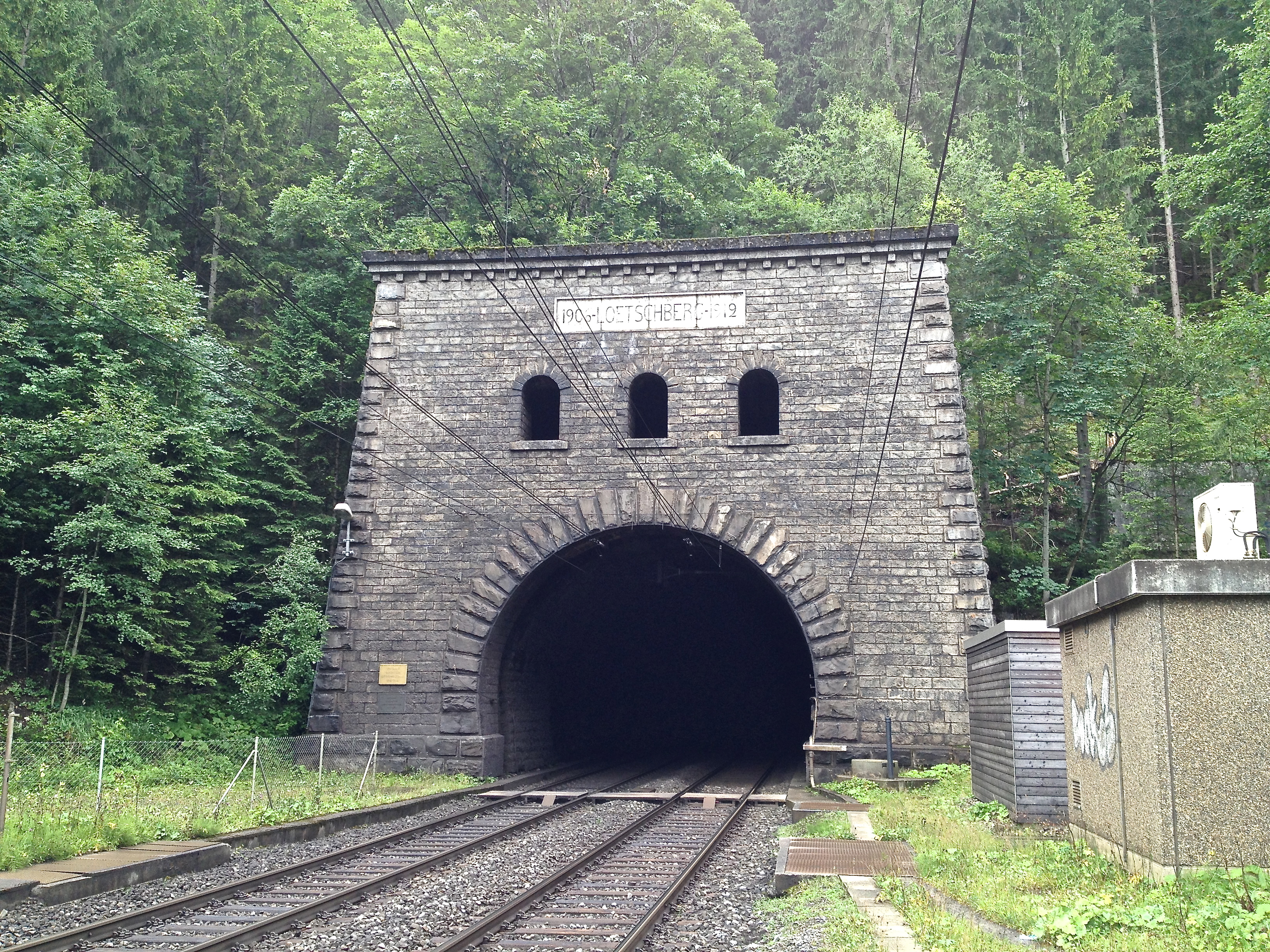
Portail nord.
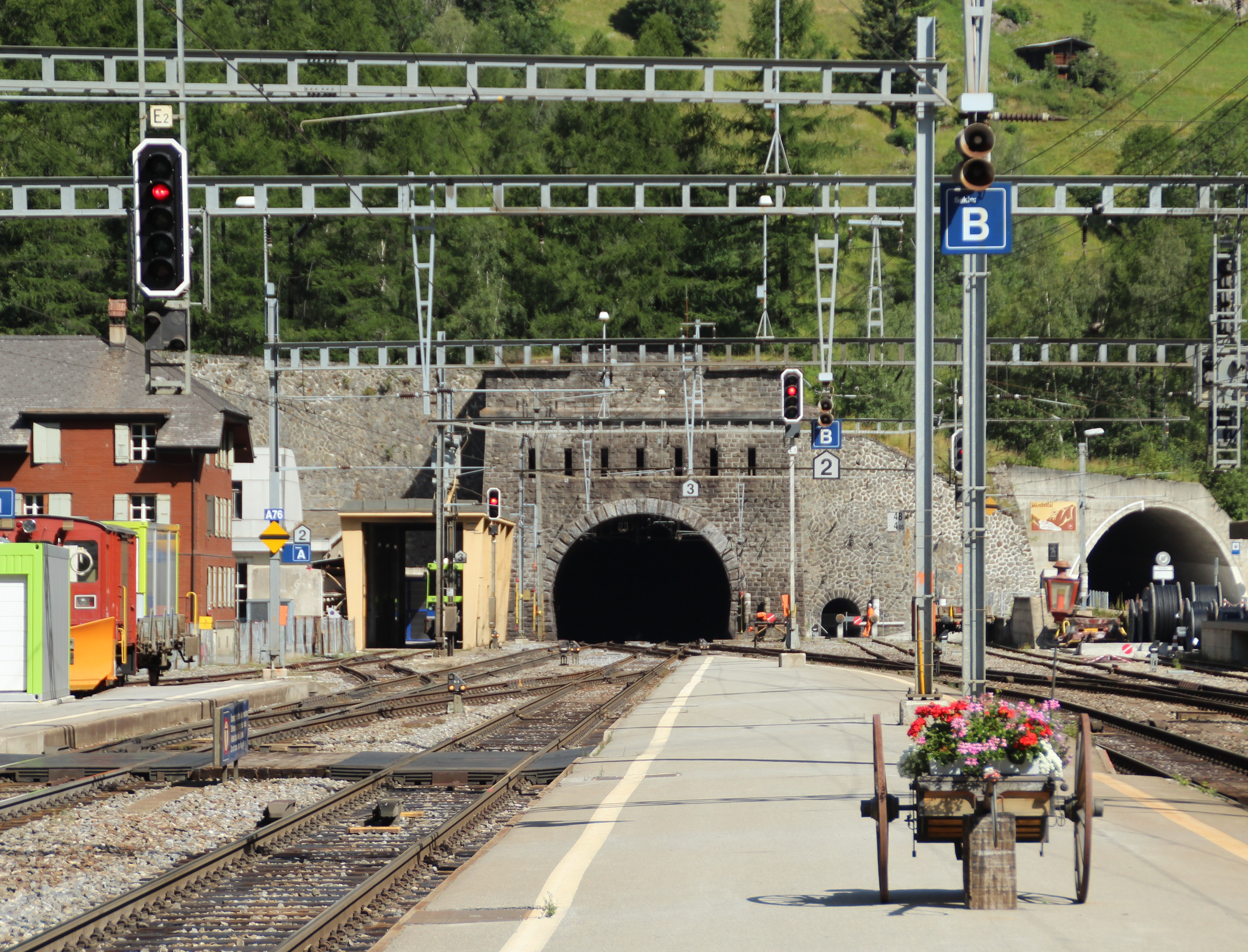
Portail sud.
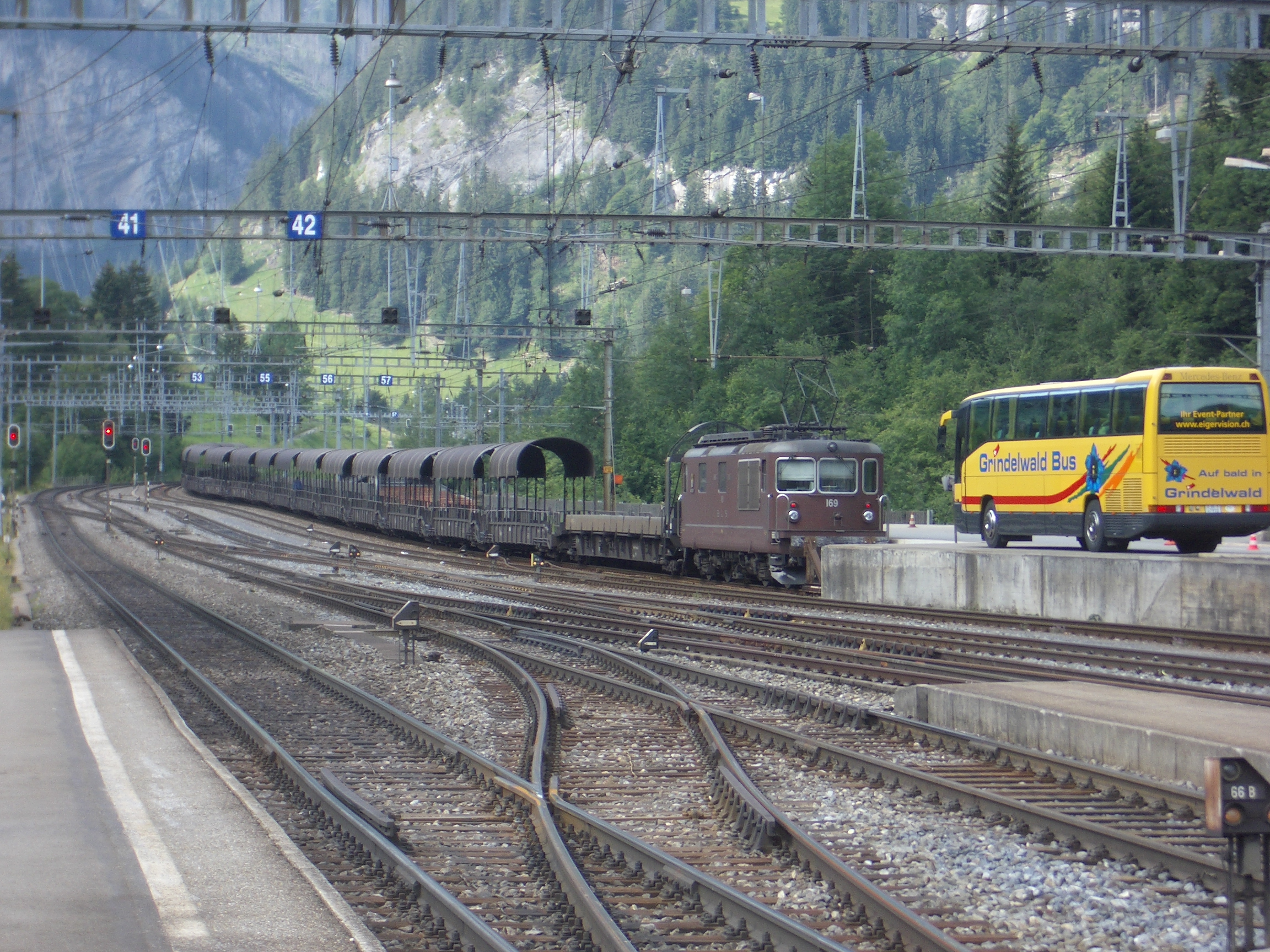
Un convoi de ferroutage sur l'axe du Lötschberg.
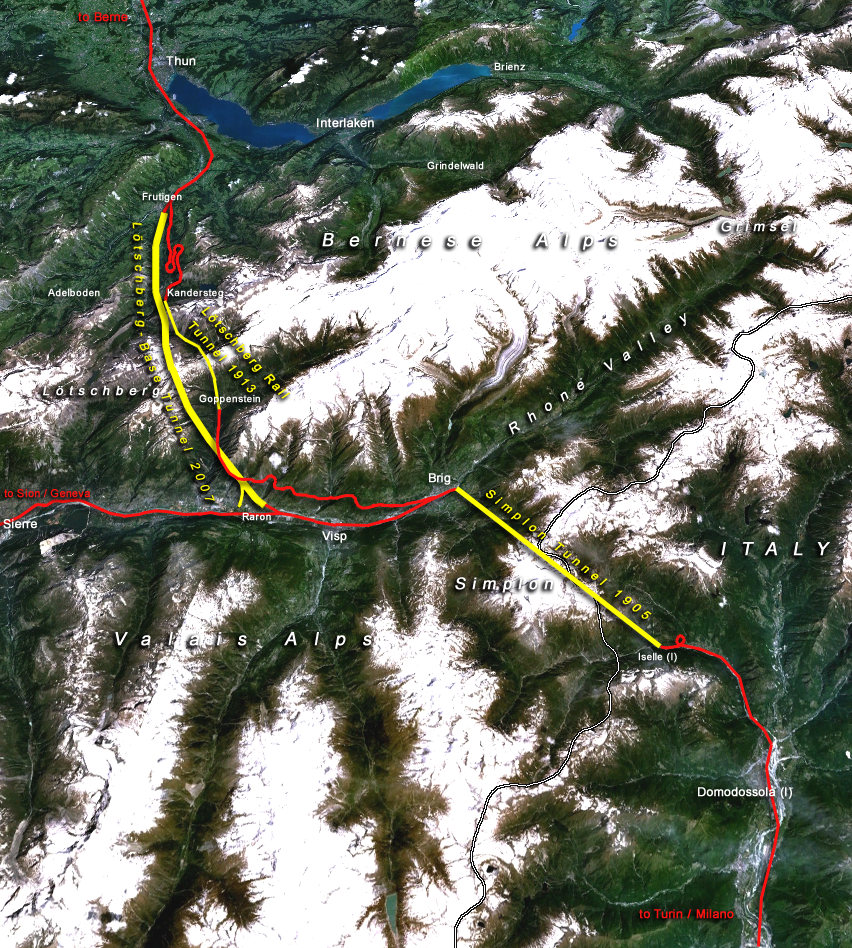
Le tunnel sommital et le tunnel de base.

## Résumé en chiffres
- Longueur : 14 612 m
- Section excavée : 57,6 m2
- Volume excavé : 836 959 m3
- Durée du chantier : 66 mois (5 ans et demi)
- Avancement moyen : 7,33 m/jour

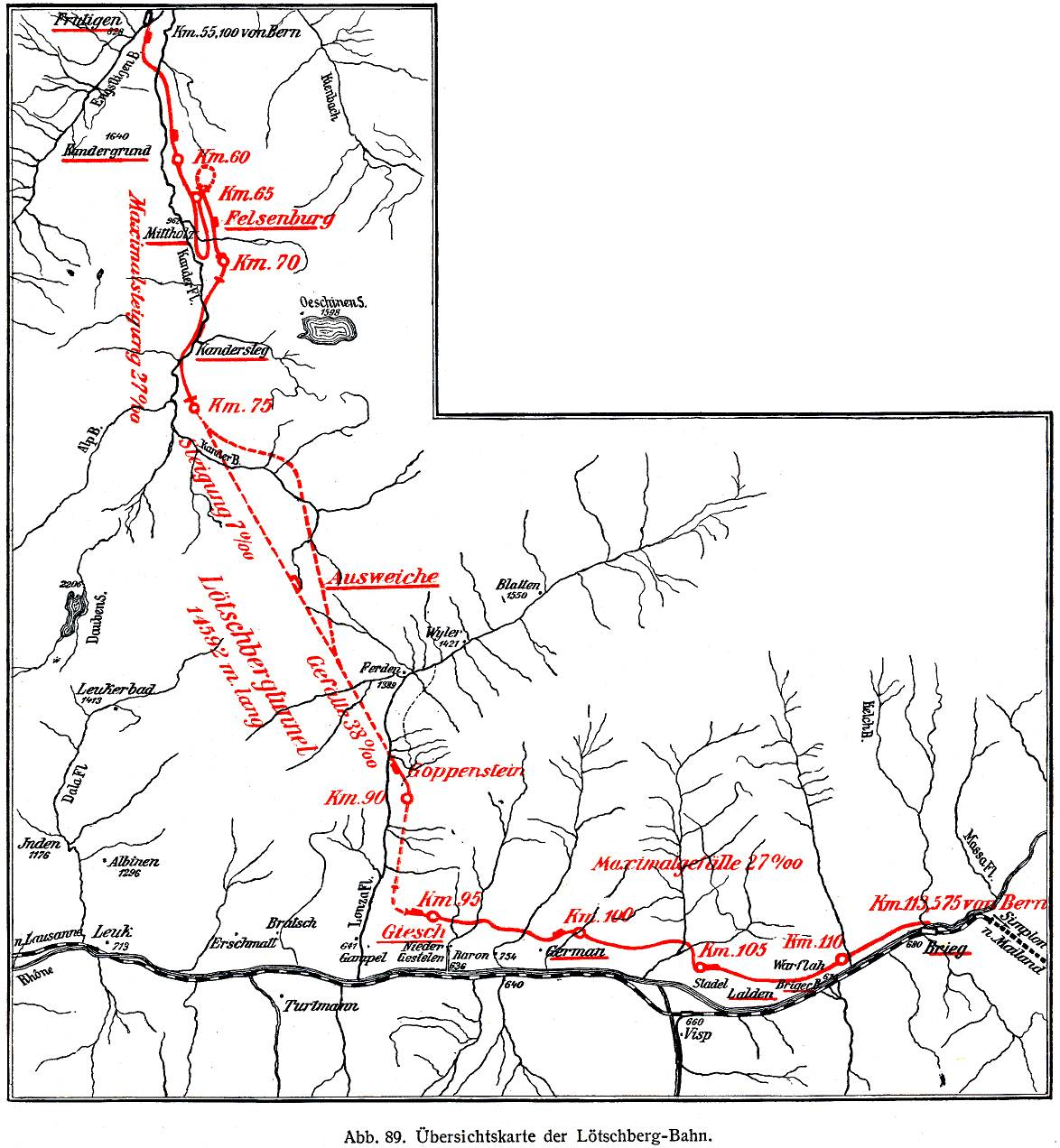
Tracé initial et réalisé.

- Consommation d’explosifs : 961 tonnes
- Coût :  138 millions de francs (niveau des prix de 1913)
- Effectif maximal : 3 250 ouvriers
- Accidents mortels : 64 ouvriers[4]